# Palomar 4
Palomar 4 est un amas globulaire de la Voie lactée, situé dans la constellation de la Grande Ourse à environ 340 000 années-lumière (105 kpc) du Soleil, c'est-à-dire plus loin que certaines galaxies satellites de la nôtre, telles que la galaxie naine du Sagittaire ou encore les deux nuages de Magellan.
Il est observé en 1949 par Edwin Hubble et redécouvert en 1955 par Albert George Wilson, alors considéré comme une galaxie naine sphéroïdale et recevant le nom de galaxie naine de la Grande Ourse avant qu'on ne s'aperçoive qu'il s'agit en réalité d'un amas globulaire de notre galaxie.